# Selli Engler
Selli Engler (27 de setembre del 1899 a Świebodzin- 30 d'abril 1972 a Berlín), de nom real Selma Engler, fou una de les més destacades activistes del primer moviment homosexual a Berlín durant la República de Weimar.

## Vida

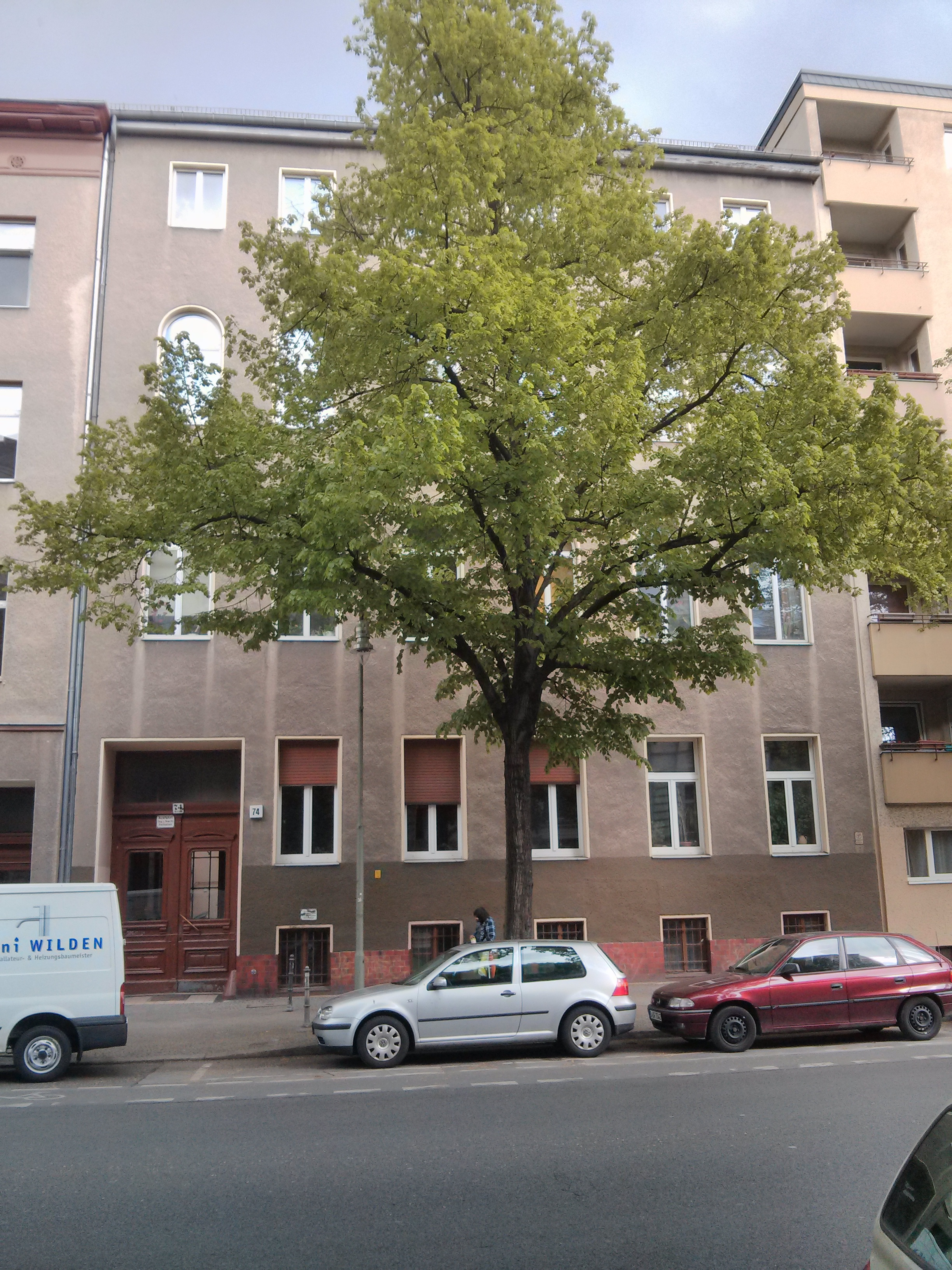
La Großbeerenstrasse 74, a Berlín, antiga seu de BIF

Engler era filla d'un fabricant de sabatilles i tenia onze germans; la família vivia modestament. Arribà a Berlín el 1914, després de la mort del seu pare, juntament amb sa mare, amb la qual encara vivia el 1938. Va intentar sense èxit establir-se com a dona de negocis. Engler era descrita com una dona homosexual forta: les seues fotos la mostren vestida amb roba d'home, i es deixava fotografiar en pantalons per a revistes. Sobre ella escrigué Franz Scott, un autor contemporani que descrigué l'ambient lèsbic de la República de Weimar: a Engler l'envoltava «sempre una animació masculina, seriosa i distingida pròpia» (en l'original alemany: “immer ein vornehmer maskulin-seriöser Schmiß eigen”).

## Obra
Franz Scott veia a Selli Engler, junt amb Lotte Hahm i Charly —coneguda pel seu pseudònim—, com una pionera del moviment lèsbic. Havia «assolit una certa importància entre de les dones homosexuals».

### BIF–Blätter Idealer Frauenfreundschaft
Engler degué fundar el 1926 la revista BIF – Blätter Idealer Frauenfreundschaft ('Fulles de l'amistat ideal'), que editava ella mateixa i en què començà l'activitat de redactora. La seva intenció era proporcionar un complement amb classe al panorama editorial lèsbic de l'època. Segons el peu d'impremta, tenia la seu a Großbeerenstraße, 74, a Kreuzberg.
La revista era única pel fet de ser totalment en mans de lesbianes; totes les altres revistes apareixerien en contexts dominats per homes o la redacció era dirigida per homes. La revista deixà de publicar-se sobre el 1927. Com que era una publicació privada, la BIF no fou arxivada correctament i no es conserva sencera.

### Obra literària
Engler romangué activa com a escriptora en molts mitjans. De 1927 a 1929 escriu per a la revista Frauenliebe i de 1929 a 1931 per a Die Freundin. Sobretot redactava texts novel·lats, poemes, històries curtes, fulletons, fins i tot llibrets d'opereta.
Alfred Döblin introduí de manera paròdica un fragment de l'obra d'Engler, Erkenntnis, en la seua novel·la Berlin Alexanderplatz, que tractava de l'amor homosexual. L'experta en Döblin Sabine Becker, confirma que l'estil d'Engler en aquest context era l'«estil Courths-Mahler […] més trivial».
En canvi, Doris Claus remarca en la seua anàlisi de la novel·la Armi kleine Jett el valor emancipador de l'obra. Amb la seua caracterització realista d'un mitjà social lèsbic dins l'ambient artístic de Berlín sense conflictes massius amb el seu entorn i amb la societat, crea una utopia que dona la possibilitat d'identificar-s'hi.

### Treball com a activista
En el seu treball com a activista intentà aconseguir una organització més forta de les dones lèsbiques i per a això es dirigí a homes com Friedrich Radszuweit i Carl Bergmann. En moltes declaracions demanava a les dones que s'unissin al Bund für Menschenrecht.
A banda dels treballs com a escriptora, també era molt activa en l'organització de clubs. Aquests «clubs de dames», al contrari que els bars i altres locals, sovint s'obrien a les dones heterosexuals, eren molt acceptats com a llocs segurs i tranquils. Així, en una edició de Freundin s'afirma que «A l'"Erâto" de "Selli" estem nosaltres soles!» (en l'original alemany, "Im ‚Erâto‘ bei ‚Selli‘ sind wir aber völlig unter uns!“).
Juntament amb la revista, Engler organitzà entre 1925 i 1927 el «Club de Dames BIF», que es reunia els divendres a la Sala Roja del Nationalhof de Bülowstraße, 37. El 28 de setembre de 1929 obrí el club de dames «Erâto» en Kommandantenstraße, a Kreuzberger, al segon pis del Zauberflöte, un conegut local per a gais i lesbianes. L'Erâto no hi durà gaire temps, les reunions posteriors es feren, entre d'altres, en el Märkischen Hof d'Admiralstraße, 18c, a Kreuzberg. L'aforament de 600 persones de la sala llogada deixa veure l'èxit del club. Va existir fins almenys el 8 de gener de 1931, quan es trasllada a un nou local a Lindenstraße, notícia que isqué publicada en Freundin.

## Darrers anys
A partir de maig de 1931 se li perd el rastre com a activista del moviment lèsbic: ni el seu nom, ni el del club de dames Erâto apareixen en la revista Freundin o en cap altra de les revistes conegudes.
El 1933 envià a Adolf Hitler una obra de teatre seua titulada Heil Hitler. El Reichsdramaturg ('dramaturg imperial') lloà la intenció de l'obra, però constatà la falta de qualitat «artística i dramàtica». El 1938 sol·licita l'entrada en la Reichsschrifttumskammer, necessària per a treballar com a escriptora o periodista; en la sol·licitud mostra el seu passat de manera totalment distorsionada.

## Obra publicada
- Erkenntnis (novel·la, abans de 1929)
- Dónes Leben ist nur noch im Rausch zu ertragen (novel·la autobiogràfica, 1929)
- Armi kleine Jett (novel·la, 1930)